# Wing-Kun Tam
Wing-Kun Tam er den første kineser som er blevet præsident for Lions Clubs International.
Han blev indsat på den 94. konvention i Seattle, i juni 2011.
Han sidder i et år, hvorefter han bliver formand for LCIF (Lions Clubs International Foundation). 
Tam er født i Guangzhou, Kina og han er uddannet i San Francisco, USA. Han er i dag bosat i Hong Kong, hvor han leder et større fragtfirma.